# Rajd Wysp Kanaryjskich 1997
Rajd Wysp Kanaryjskich 1997 (21. Rallye El Corte Inglés) – 21 edycja rajdu samochodowego Rajd Wysp Kanaryjskich rozgrywanego na Wyspach Kanaryjskich. Rozgrywany był od 6 do 8 marca 1997 roku. Była to czwarta runda Rajdowych Mistrzostw Europy w roku 1997 (rajd miał najwyższy współczynnik - 20) oraz pierwsza runda Rajdowych Mistrzostw Hiszpanii.

## Klasyfikacja rajdu
| Miejsce                           | Kierowca                     | Pilot                        | Samochód                      | Czas                         | Strata                       |                              |
| Klasyfikacja generalna i ERC      | Klasyfikacja generalna i ERC | Klasyfikacja generalna i ERC | Klasyfikacja generalna i ERC  | Klasyfikacja generalna i ERC | Klasyfikacja generalna i ERC | Klasyfikacja generalna i ERC |
| --------------------------------- | ---------------------------- | ---------------------------- | ----------------------------- | ---------------------------- | ---------------------------- | ---------------------------- |
| 1.                                | Jesús Puras                  | Carlos del Barrio            | Citroën ZX Kit Car            | 3:30:28                      | 0.0                          |                              |
| 2.                                | Bruno Thiry                  | Stéphane Prévot              | Ford Escort RS Cosworth       | 3:31:28                      | +1:00                        |                              |
| 3.                                | Juha Kankkunen               | Juha Repo                    | Toyota Celica GT-Four (ST205) | 3:33:14                      | +2:46                        |                              |
| 4.                                | José María Ponce             | Gaspar León                  | Toyota Celica GT-Four (ST205) | 3:33:19                      | +2:51                        |                              |
| 5.                                | Miguel Martínez-Conde        | Felipe Alonso Fernández      | Renault Mégane Maxi           | 3:35:14                      | +4:46                        |                              |
| 6.                                | Krzysztof Hołowczyc          | Maciej Wisławski             | Subaru Impreza 555            | 3:36:35                      | +6:07                        |                              |
| 7.                                | Daniel Alonso Villarón       | Salvador Belzunces           | Ford Escort Kit Car           | 3:37:23                      | +6:55                        |                              |
| 8.                                | Gregorio Picar               | Víctor Pérez Rodríguez       | Ford Escort RS Cosworth       | 3:40:59                      | +10:31                       |                              |
| 9.                                | Bert de Jong                 | Ton Hillen                   | Ford Escort RS Cosworth       | 3:44:50                      | +14:22                       |                              |
| 10.                               | Flavio Alonso                | Ignacio Eguren               | Ford Escort RS Cosworth       | 3:47:22                      | +16:54                       |                              |
| Klasyfikacja mistrzostw Hiszpanii |                              |                              |                               |                              |                              |                              |
| 1.                                | Jesús Puras                  | Carlos del Barrio            | Citroën ZX Kit Car            | 3:30:28                      | 0.0                          |                              |
| 2.                                | Miguel Martínez-Conde        | Felipe Alonso Fernández      | Renault Mégane Maxi           | 3:35:14                      | +4:46                        |                              |
| 3.                                | Daniel Alonso Villarón       | Salvador Belzunces           | Ford Escort Kit Car           | 3:37:23                      | +6:55                        |                              |
| 4.                                | Flavio Alonso                | Ignacio Eguren               | Ford Escort RS Cosworth       | 3:47:22                      | +16:54                       |                              |